# خلل التنظيم المناعي
خلل التنظيم المناعي هو أي انهيار مقترح أو مؤكد أو تغيير غير قادر على التكيف في التحكم الجزيئي لعمليات الجهاز المناعي. على سبيل المثال، يعد عدم التنظيم أحد مكونات التسبب في أمراض المناعة الذاتية وبعض أنواع السرطان. إن اختلال وظائف الجهاز المناعي، كما هو ملاحظ في متلازمة الاعتلال المعوي، الذي يؤدي إلى ضعف الجهاز مناعي، أو متلازمة الغدد الصماء، أو الاعتلال المعوي، أو خلل تنظيم المناعة الذاتية المرتبط بالكروموسوم أكس. تظهر متلازمة الاعتلال المعوي عادة خلال الأشهر القليلة الأولى من الإصابة بداء السكري، أو الإسهال المستعصي، أو توقف النمو، أو الأكزيما، وفقر الدم الانحلالي. كنوع من استجابة الجهاز المناعي غير المقيد أو غير المنظم.

## متلازمة الاعتلال المعوي
متلازمة الاعتلال المعوي هي متلازمة ناتجة عن طفرة جينية في جين FOXP3، والتي تشفر عامل نسخ رئيسي للخلايا التائية المنظمة. مثل هذا التحول يؤدي إلى اختلال عمل الخلايا التائية المنظمة. ونتيجة لذلك، فإن هذا يؤدي إلى أمراض المناعة الذاتية. المظاهر السريرية التقليدية وهي الاعتلال المعوي، و داء السكري من النوع الأول والأكزيما. وهناك أمراض أخرى مختلفة للالتهاب الذاتي أو فرط الحساسية شائعة في الأفراد الآخرين المصابين بمتلازمة الاعتلال المعوي.بالإضافة إلى أمراض المناعة الذاتية، يعاني الأفراد من تفاعل مناعي أشد (على سبيل المثال التهاب الجلد المزمن) وقابلية الإصابة بالعدوى. يصاب الأفراد أيضًا بأمراض المناعة الذاتية في سن مبكر.

## المتلازمات الجينية الأخرى المرتبطة بخلل التنظيم المناعي

### متلازمة الغدد الصماء بالمناعة الذاتية
متلازمة الغدد الصماء بالمناعة الذاتية هو متلازمة ناجمة عن طفرة في جهاز تنظيم الغدد الصماء. ومن أشكال النموذجية متلازمة الغدد الصماء بالمناعة الذاتية داء المبيضات الجلدي وأمراض الغدد الصماء الذاتية المتعددة. متلازمة الغدد الصماء بالمناعة الذاتية تسبب فقدان القدرة على تحمل المناعي المركزي.